# راجرز اسپورتس
راجرز اسپورتس (انگلیسی: Rogers Sports) شرکت رسانه‌ای کانادایی است، که در سال ۱۹۶۰ تأسیس شد.